# Phare de North Rustico
Le phare de North Rustico (North Rustico Lighthouse) est un phare située à l'entrée de la baie de North Rustico, sur la côte nord du Comté de Queens (Province de l'Île-du-Prince-Édouard), au Canada
Ce phare est géré par la Garde côtière canadienne .
Il a été reconnu édifice fédéral du patrimoine le 5 septembre 1991 par le bureau d'examen des édifices fédéraux du patrimoine et désigné lieu patrimonial par le Ministère du Tourisme et de la Culture en 2012.

## Description
Il a été construit en 1876 selon les plans du ministère de la Marine et des Pêcheries dans le but de sécuriser les pêches dans la région. Il est l'un des quatre dernières maison-phares de la province. C'est une maison-phare blanche en bois, dont la tour avec galerie et lanterne rouge mesure 10 m de haut. Le feu isophase émet, à une hauteur focale de 12,5 m un éclat jaune toutes les 10 secondes. Sa portée de gamme est de 13 milles nautiques (environ 20 km).
Identifiant : ARLHS : CAN-350 - Amirauté : H-1141 - NGA : 7972 - CCG : 1056 .

## Caractéristique duFeu maritime
Fréquence : 10 secondes (Y)
- Lumière : 5 secondes
- Obscurité : 5 secondes

|                       |
| Île du Prince Edouard |